# Staroderewjankowskaja
Staroderewjankowskaja (russisch Стародеревянковская) ist eine Staniza in der Region Krasnodar in Russland mit 12.998 Einwohnern (Stand 14. Oktober 2010).

## Geographie
Der Ort liegt im Kaukasusvorland etwa 120 km Luftlinie nördlich des Regionsverwaltungszentrums Krasnodar am rechten Ufer des Tschelbas, eines Zuflusses des Beissug-Limans des Asowschen Meeres.
Staroderewjankowskaja gehört zum Rajon Kanewskoi und befindet sich etwa 5 km nördlich des Zentrums von dessen Verwaltungssitz Kanewskaja, am gegenüberliegenden Flussufer faktisch unmittelbar an diesen anschließend. Die Staniza ist Sitz der Landgemeinde Staroderewjankowskoje selskoje posselenije, zu der außerdem die neun Weiler (chutor) Bolschije Tschelbassy (16 km östlich), Borez Truda (14 km nordwestlich), Miguty (13 km ostnordöstlich), Schewtschenko (13 km östlich), Sladki Liman (14 km westnordwestlich), Trudowaja Armenija (11 km nordwestlich), Tscherkasski (4 km westlich), Udarny (9 km nordnordöstlich) und Ukrainka (14 km östlich) gehören.

## Geschichte
Der Ort entstand 1794 als kosakische Kurinsiedlung unter dem Namen Derewjankowskoje. 1821 gründeten knapp 30 km nordwestlich Umsiedler aus den Gouvernements Poltawa und Tschernigow die Siedlung Nischnealbaschskoje, die Derewjankowskoje unterstellt wurde. Am 9. Juni 1827 erhielt die neue Siedlung den Namen Nowoderewjankowskoje („Neu-Derewjankowskoje“, heute Staniza Nowoderewjankowskaja), und die ursprüngliche Siedlung wurde in Staroderewjankowskoje („Alt-Derewjankowskoje“) umbenannt, ab der Verleihung des Status einer Staniza 1842 unter der heutigen Namensform. Sie gehörte zunächst zur Abteilung (otdel) Jeisk der Oblast Kuban.

### Bevölkerungsentwicklung
| Jahr | Einwohner |
| ---- | --------- |
| 1897 | 3.371     |
| 1939 | 5.167     |
| 1959 | 6.869     |
| 1979 | 10.667    |
| 2002 | 12.753    |
| 2010 | 12.998    |

Anmerkung: Volkszählungsdaten

## Verkehr
Staroderewjankowskaja liegt an der Eisenbahnstrecke (Rostow am Don –) Bataisk – Krasnodar (Stationsname Derewjankowka; Streckenkilometer 1493 ab Moskau), die auf diesem Abschnitt ursprünglich 1915 in Betrieb ging, 1964 teilweise neutrassiert zur Hauptstrecke ausgebaut und 1972 elektrifiziert wurde.
Staroderewjankowskaja und Kanewskaja werden östlich von der Regionalstraße 03K-001 Krasnodar – Bataisk (ehemals R268) umgangen. In nordöstlicher Richtung zweigt die 03K-012 über Leningradskaja nach Kisljakowskaja an der föderalen Fernstraße M4 Moskau – Noworossijsk ab.